# 武雄市立武雄小学校
武雄市立武雄小学校（たけおしりつ たけおしょうがっこう）は、佐賀県武雄市武雄町富岡にある市立の小学校。

## 概要
歴史
1874年（明治7年）創立。数回の改組・改称を経て、現校名になったのは1954年（昭和29年）。2024年（令和6年）に創立150周年を迎える。
校章
中央に校名の頭文字である「武」を配している。
校歌
作詞は高田保馬、作曲は陶山聡による。歌詞は3番まであり、3番の歌詞中に校名の「武雄小学校」が登場する。
校区
「武雄市武雄町竹下町区、新町区、本町区、宮野町区、蓬莱町区、内町区、桜町区、永松区、西浦区、松原区、中町区、八並区、川良区の区域」。中学校区は武雄市立武雄中学校。

## 沿革
前史
- 1870年（明治3年）2月19日 - 郷学校として勢頓に「身教館」が創設。

本史
- 1874年（明治7年）5月 - 「武雄小学校」が創立。初代校長は立野元定。
- 1879年（明治12年）9月 - 「公立武雄小学校」に改称。
- 1880年（明治13年）- 「公立中等武雄小学校」と改称。
- 1887年（明治20年）- 小学校令の施行により、「尋常武雄小学校」に改称。
- 1891年（明治24年）- 「武雄尋常小学校」に改称。上西山・永島分教場を廃止。
- 1903年（明治36年）4月1日 - 勢屯より現在地に移転。
- 1904年（明治37年）1月28日 - 永島分教場を設置。
- 1908年（明治41年）4月1日 - 高等科を併置の上、「武雄尋常高等小学校」に改称。改正小学校令により、尋常科の修業年限（義務教育年限）を4年から6年に延長し、高等科の修業年限を2年とする。
- 1911年（明治44年）4月1日 - 補修科を設置。
- 1916年（大正5年） - 第3棟・4棟校舎が完成。
- 1921年（大正10年）3月 - 補修科を廃止。
- 1922年（大正11年）4月 - 補修科が復活。
- 1926年（大正15年）3月 - 補修科を廃止。
- 1928年（昭和3年）- 永島分教場を廃止。
- 1929年（昭和4年）9月 - 木造2階建て第1棟校舎が完成。
- 1934年（昭和9年）- 木造第2棟東校舎が完成。
- 1937年（昭和12年）- 武道場が完成。
- 1941年（昭和16年）4月1日 - 国民学校令の施行により、「武雄町国民学校」に改称。尋常科を初等科に改める。
- 1947年（昭和22年）4月1日 - 学制改革が行われる。
  - 武雄町国民学校初等科（6年制）は「武雄町立武雄小学校」に改組される。
  - 武雄町国民学校高等科（2～3年制）と青年学校普通科は新制中学校「武雄町立武雄中学校」に改組される。中学校の統合校舎が完成するまでの間、武雄小学校校舎に中学2年生を収容。
- 1948年（昭和23年）4月 - 育友会が発足。
- 1949年（昭和24年） - 中学校の独立校舎が完成し、小学校校舎の貸与を終了。
- 1954年（昭和29年）
  - 4月1日 - 町村合併・市制施行により「武雄市立武雄小学校」（現校名）に改称。
  - 8月 - プールが完成。
- 1960年（昭和35年）3月 - 鉄筋コンクリート造新校舎（東半棟）が完成。
- 1961年（昭和36年）3月 - 鉄筋コンクリート造新校舎（西半棟）が完成。
- 1962年（昭和37年）
  - 5月 - 学校給食を開始。
  - 10月 - 岩石園が完成。
- 1963年（昭和38年）7月 - 記録映画「武雄小学校」が贈呈される。
- 1964年（昭和39年）
  - 4月 - 創立90周年を記念し、希望の像を設置。
  - 12月 - 武雄小学校テレビ受信塔が完成。
- 1965年（昭和40年）3月 - 時計台を校門に新設。
- 1967年（昭和42年）1月 - 運動場を拡張。
- 1968年（昭和43年）4月 - 体育館、相撲場が完成。
- 1969年（昭和44年）
  - 9月 - 鉄筋コンクリート造第2棟校舎が完成。
  - 12月 - 木造第2棟校舎を管理棟に改造。
- 1973年（昭和48年）9月 - ことばの教室を開設。
- 1974年（昭和49年）2月 - 創立100周年記念式典を挙行。
- 1979年（昭和54年）4月 - 管理棟が完成。
- 1981年（昭和56年）
  - 9月 - テレビ受信塔を撤去。
  - 12月 - 低学年用プールが完成。
- 1991年（平成3年）9月 - 寄贈により、からくり時計を12個設置。
- 1993年（平成5年）
  - 3月6日 - 武雄小学校分離式を挙行。
  - 4月1日 - 武雄市立御船が丘小学校を分離。校区のうち「武雄町武雄区、上西山区、下西山区、小楠区、昭和区、天神区、花島区、永島区、溝ノ上区」の生徒が転出。
  - 10月 - 第1大規模改修工事が完了。
- 1994年（平成6年）12月 - 第2期大規模改修工事が完了。
- 1996年（平成8年）6月 - 陶芸窯置き場を新設。
- 1998年（平成10年）8月 - 大プールの改修工事が完了。
- 2002年（平成14年）9月 - 運動場に総合遊具施設を設置。
- 2003年（平成15年）
  - 1月 - 全学級にストーブを設置。
  - 9月 - 運動場東側石垣改修工事を完了。
- 2006年（平成18年）8月 - 武雄市立東川登小学校から譲り受ける形で貯水槽を設置。
- 2010年（平成22年）8月 - 管理棟の耐震補強工事が完了。
- 2014年（平成26年）1月 - 新校舎が完成。移転を完了[2]。

## 交通
最寄りの鉄道駅
- JR九州 佐世保線・西九州新幹線「武雄温泉駅」

最寄りのバス停留所
- 昭和バス・祐徳バス「武雄市役所前」・「水道公園前」停留所

最寄りの幹線道路
- 佐賀県道53号武雄伊万里線 「八並水源地」交差点
- 佐賀県道24号武雄多久線 「武雄町西浦」交差点

## 周辺
- 武雄児童クラブ
- 諏訪神社
- 丸山公園
- 武雄富岡郵便局
- 佐賀銀行武雄支店
- 十八親和銀行武雄支店
- 武雄市役所
- 武雄市立武雄中学校

## 参考資料
- 「武雄市史 中巻」（武雄市史編纂委員会, 1973年（昭和48年）1月30日）p.592～